# Pachybrachis othonus
Pachybrachis othonus  (лат.) — вид жуков-скрытоглавов из семейства листоедов (Chrysomelidae). Северная Америка: Канада и США. Длина самцов 2,63 ± 0,12 мм, ширина 1,56 ± 0,09 мм. Основная окраска желтоватая с чёрными отметинами; пронотум чёрный с жёлтыми краями. Ассоциирован с растениями рода Salix spp. (Salicaceae). Вид был впервые описан в 1825 году американским энтомологом Томасом Сэйем
.